# Donald Stevens
Donald Stevens (* 22. September 1963 in Rossland, British Columbia) ist ein ehemaliger kanadischer Skirennläufer.

## Werdegang
Schon in jungen Jahren schloss Stevens sich dem in seinem Heimatort beheimateten Skiclub Red Mountain Racers an. Sein Talent und Potenzial für den alpinen Skisport zeigte sich früh. Er wurde Mitglied des Skiteams der Provinz British Columbia und nahm erfolgreich an den kanadischen Meisterschaften und an Rennen der Nor-Am-Serie teil.
1985 rückte er in die kanadische Skinationalmannschaft auf, in der mit Hinblick auf die im eigenen Land auszutragenden Olympischen Winterspiele unter der Ägide des ehemaligen österreichischen Abfahrtstrainers Heinz Stohl in Nachfolge der so genannten Crazy Canucks eine neue Generation von Abfahrtsläufern aufgebaut wurde.
Gleich in seinem ersten Jahr fuhr Stevens im März 1985 bei der Weltcupabfahrt im japanischen Furano in die Punkteränge. Ein Jahr später errang er bei der Abfahrt in Whistler mit Rang 15 weitere Weltcuppunkte. Im gleichen Jahr wurde er Kanadischer Meister in der Abfahrt. Mit einer einzigen Platzierung unter den besten Zehn in der vorolympischen Saison blieb Stevens dann aber im Schatten seiner Teamkollegen Rob Boyd, Brian Stemmle und Felix Belczyk. Zwar gelang ihm der Sprung in die kanadische Olympiamannschaft, antreten durfte er aber nur im Kombinationswettbewerb, bei dem als bester Kanadier Rang 19 erreichte.
Unmittelbar nach Ende der olympischen Rennen gelangen ihm binnen neun Tagen bei der Doppelabfahrt in Beaver Creek und beim Weltcupfinale in Åre drei Platzierungen unter den besten Zehn, darunter mit Rang 2 in der Abfahrt vom 12. März 1988 die einzige Podestplatzierung seiner Karriere im Weltcup.

## Statistik
| Olympische Spiele | Weltmeisterschaften - Alpine Skiweltmeisterschaften 1985 - Abfahrt: 30. - Alpine Skiweltmeisterschaften 1989 - Abfahrt: 34. |       |
|                   | Disziplin | Platz |
| Calgary 1988      | Kombination | 19.   |